# Рота поліції «Тернопіль»
Рота патрульної служби поліції особливого призначення «Тернопіль» — спецпідрозділ патрульної служби поліції особливого призначення Головного управління Національної поліції в Тернопільській області. Командир батальйону — Володимир Катрук.

## Історія
24 квітня 2014 року з метою належного забезпечення прав та свобод жителів Тернопільщини, захисту краю від злочинних посягань, охорони громадського порядку, в структурі УМВС України в Тернопільській області створюється спеціальний батальйон патрульної служби міліції особливого призначення «Тернопіль». Вже наступного місяця батальйон був сформований з першихдобровольців: майданівців, колишніх військовослужбовців, пенсіонерів органів внутрішніх справ, інших жителів Тернопільської області, і виружив зону бойових дій на сході України.
28 червня 2014 р старший капелан Тернопільській області В'ячеслав Кізілов освятив натільні хрестики бійців батальйону «Тернопіль».
У перших числах липня 2014 р перша група бійців батальйону «Тернопіль» вирушила в зону АТО для участі в бойових діях проти терористів і російських загарбників.
2 серпня 2014 року в рамках четвертої ротації в зону АТО вирушила ще частина вояків батальйону. 7 вересня 50 бійців батальйону повернулися до Тернополя.
5 вересня 2014 року в рамках п'ятої ротації в зону АТО поїхали 110 міліціонерів (оперативники, слідчі, дільничні), 50 з яких — працівники спецбатальйону міліції «Тернопіль», які були забезпечені двома комплектами форменого одягу, засобами індивідуального захисту, бронежилетами 5 класу, амуніцією, дизельними електростанціями та іншими необхідними засобами. Проводи правоохоронців пройшли на Театральній площі Тернополя. Перед відправкою бійців благословили священики, вручили їм ладанки і ікони. Символічні подарунки передали учні Тернопільської гімназії імені І. Франка.
12 вересня 2014 року на прес-конференції було повідомлено, що бійці батальйону «Тернопіль» безпосередньо в бойових діях не брали участі, проте перебували дуже близько до фронту. Переважно тернополяни чергували на блокпостах: спочатку в Харківській області, а потім біля Первомайська і під Попасній в Донецькій області. Також охороняли звільнені українською армією від терористів міста.
18 листопада 2014 р чергова частина бійців «Тернополя» повернулися додому на ротацію.
Впродовж 2015—2016 років бійці батальйону постійно вирушали на ротацію в зону бойових на сході України де виконували завдання з охорони громадської безпеки та конституційного ладу.
З кінця 2015 року батальйон підпорядковано Національній поліції, а в травні 2016 року реформовано в роту поліції.
6 травня 2017 року в м. Тернопіль почався додатковий набір в роту патрульної поліції особливого призначення «Тернопіль». Запрошують усіх бажаючих, обіцяють достойну зарплату та соціальний пакет. 
Наприкінці березня 2022 року бійці батальйону «Тернопіль» пліч-о-пліч з Силами безпеки та оборони України виконували складні завдання на Луганському напрямку, поблизу міста Попасна, за яке тоді точилися тяжкі, жорстокі бої. Основну службу бійці несли у напрямку міста Золотого та Катеринівки. За Попасну велися надзвичайно тяжкі бої, росіяни її практично зрівняли з землею. Утім, бійці стримували ворога та не давали йому просуватися вперед.
У лютому 2023 року частина бійців роти «Тернопіль» вступили до складу новоствореної Об’єднаної штурмової бригади Нацполіції «Лють».
27 червня 2024 року стало відомо, що решта бійців роти «Тернопіль», які не перейшли до бригади «Лють», були переведені до Стрілецького батальйону поліції особливого призначення в Тернопільській області.

## Галерея

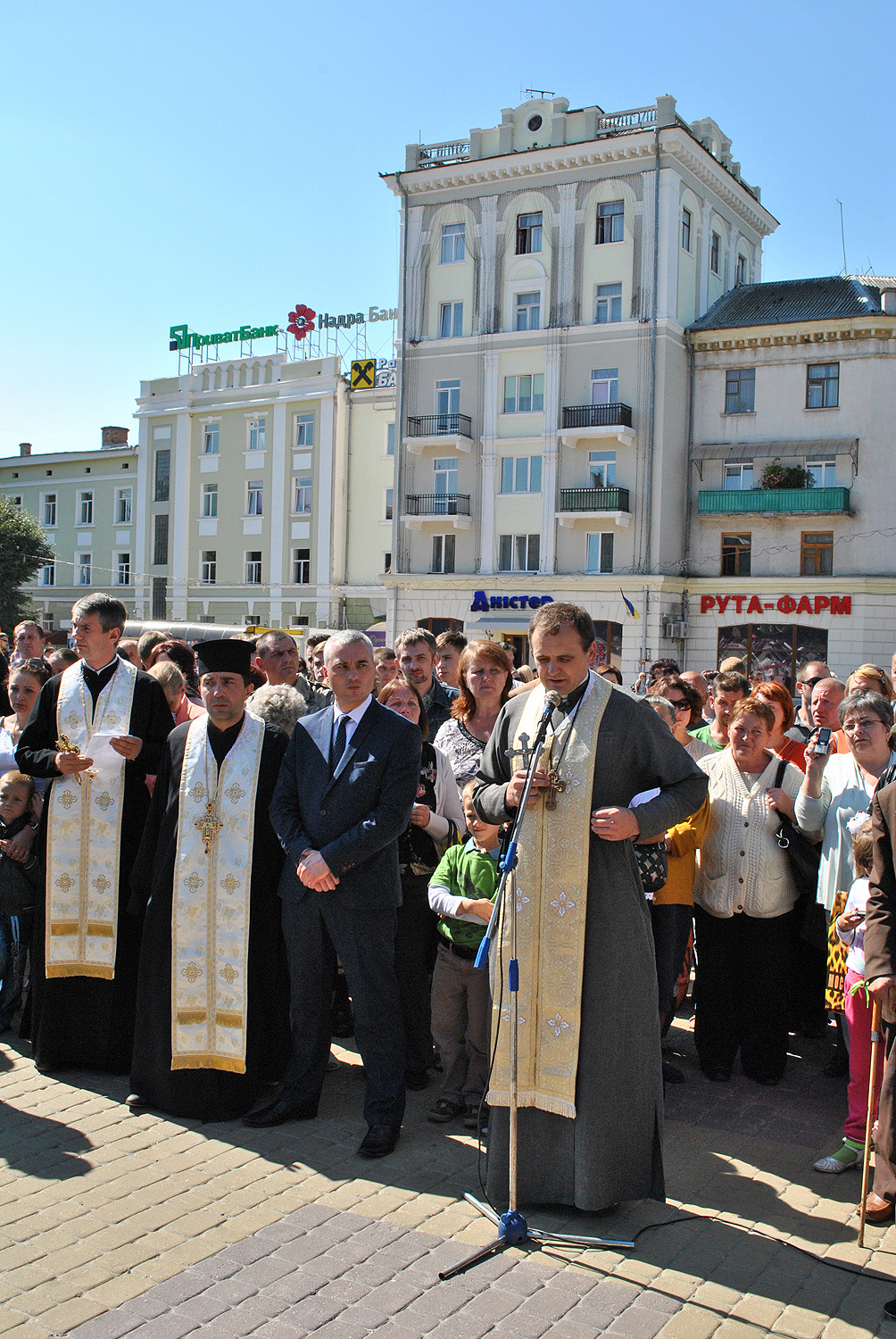
Благословення священиків
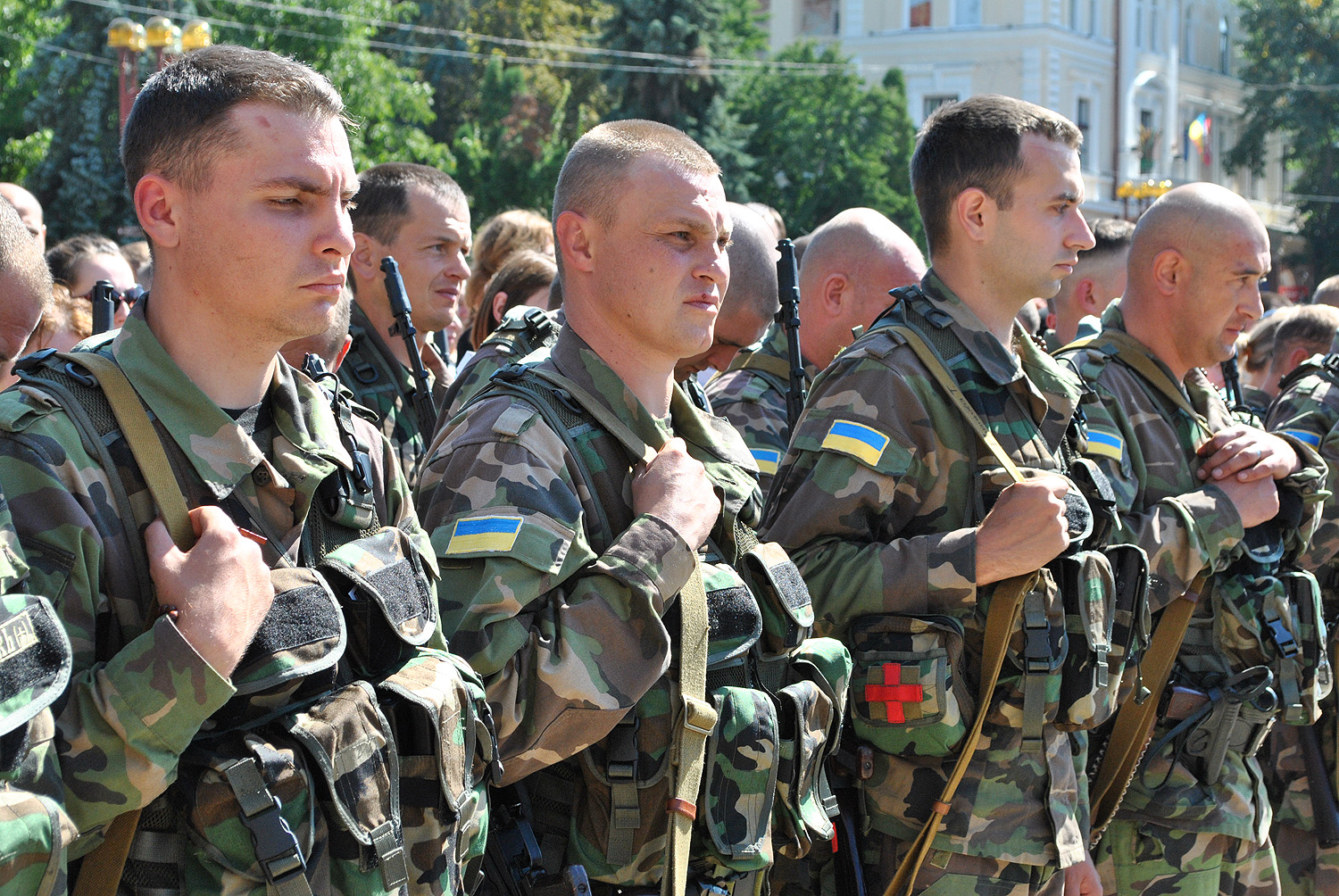
Бійці батальйону «Тернопіль»
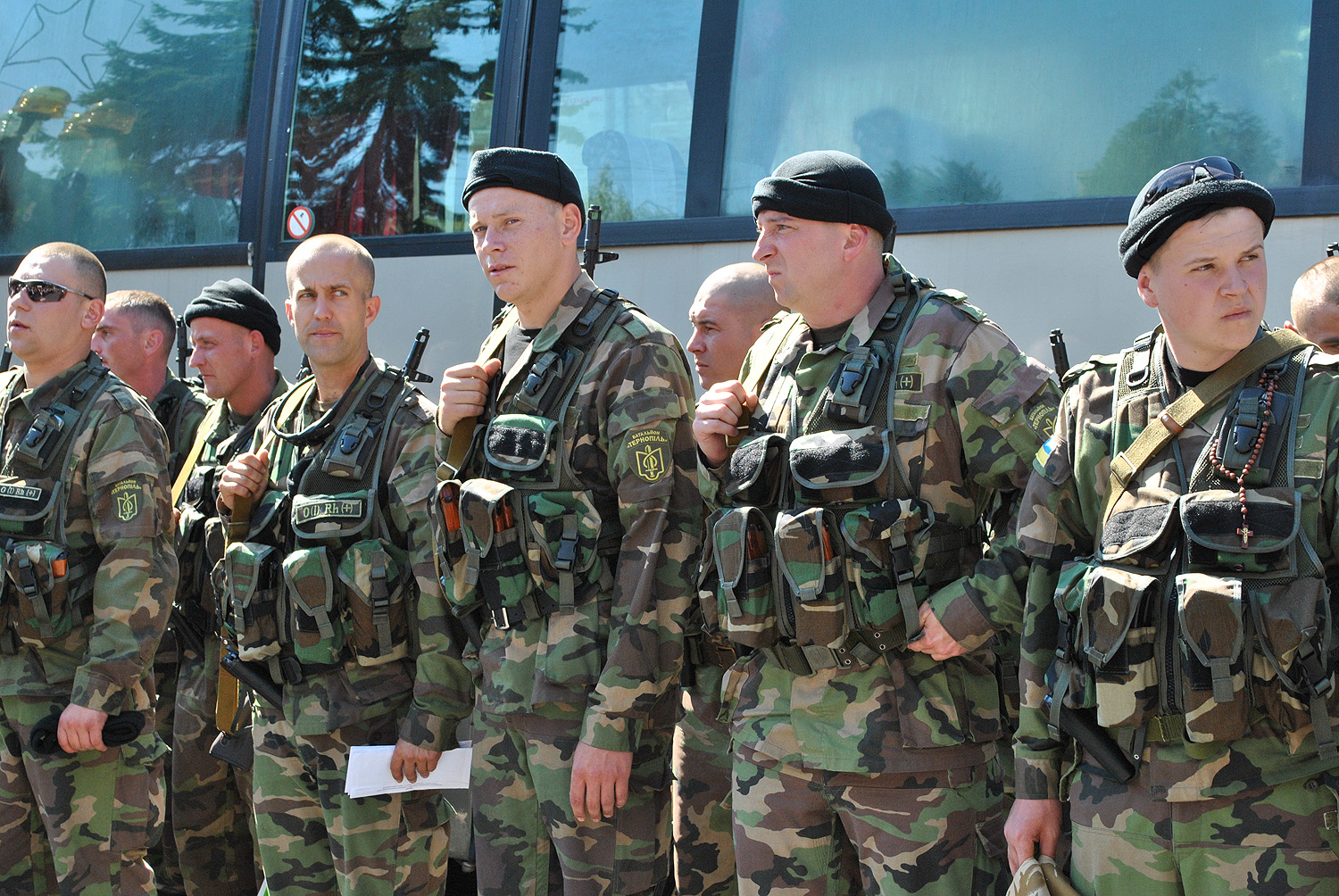
Бійці батальйону «Тернопіль»
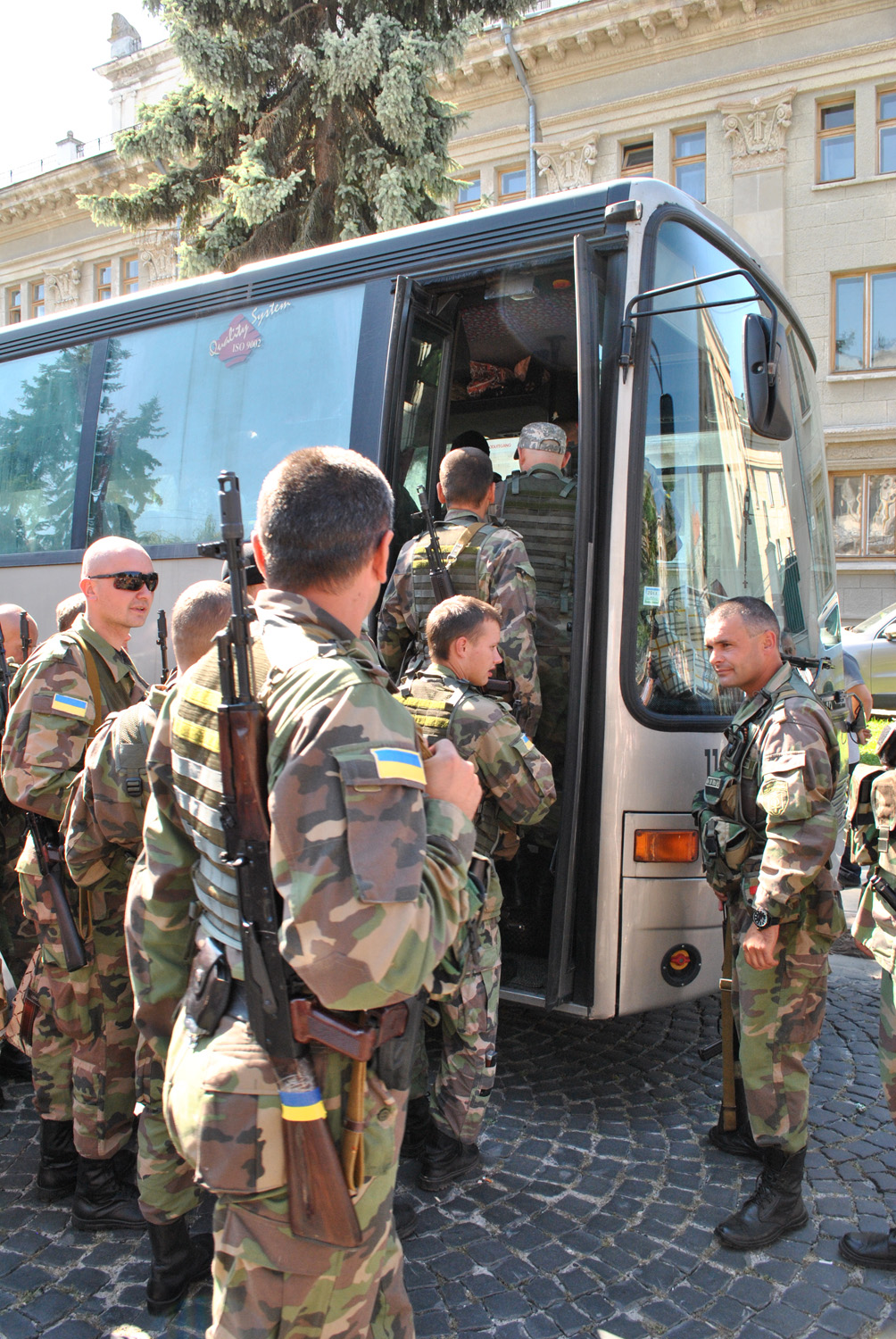
Посадка в автобуси
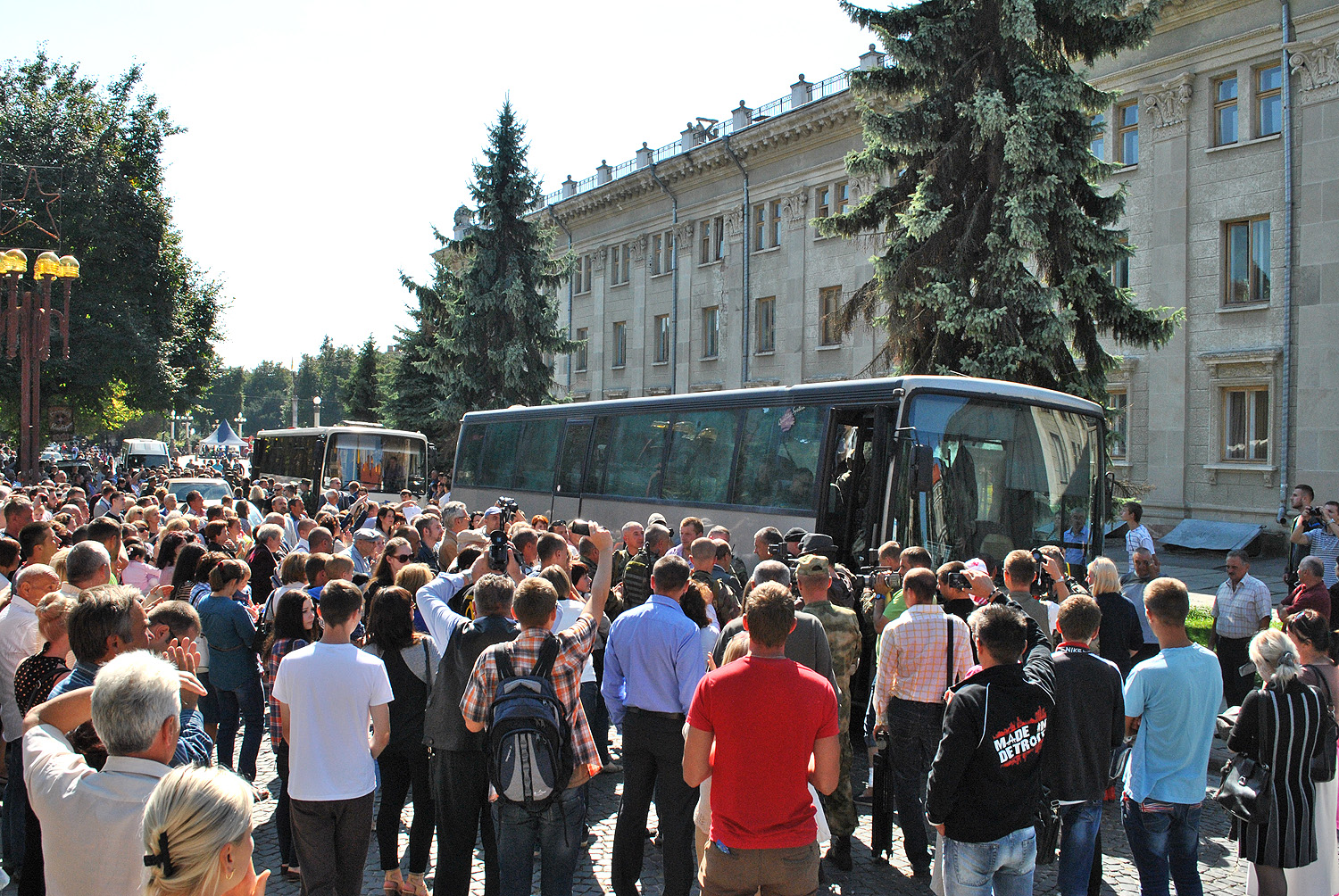
Мітинг прощання з рідними перед від'їздом